# Ruder-Club Saar 1885
Der Ruder-Club Saar 1885 ist ein Sportverein aus Saarbrücken.

## Geschichte und Lage
Der Ruder-Club Saar wurde am 6. Juni 1950 als Rechtsnachfolger des am 6. Juni 1885 gegründeten gleichnamigen Vereins wiedergegründet. Die Tennisabteilung besteht seit 1937.
Das Bootshaus des Ruder-Clubs liegt an der Saar.
1974 gründeten die Saarbrücker Rudergesellschaft Undine und der Ruder-Club Saar 1885 den Ruderverein Saarbrücken als Leistungssportverein. Das Ruderleistungszentrum Saarbrücken liegt auf dem Gelände der SRG Undine.
Die Tennisabteilung verfügt über eine Tennishalle und zehn Sandplätze im Stadtteil Sankt Arnual.

## Bekannte Sportler
An den Olympischen Spielen 1952 in Helsinki nahm das Saarland mit einer eigenen Mannschaft teil. Von den sieben nominierten Ruderern gehörten sechs dem Ruder-Club Saar an. Klaus Hahn und Herbert Kesel ruderten im Zweier ohne Steuermann, Werner Biel, Achim Krause-Wichmann, Hans Krause-Wichmann und Hanns Peters im Vierer ohne Steuermann.
Bei den Weltmeisterschaften 1962 gewann Jost Krause-Wichmann zusammen mit dem Kasteler Josef Steffes-Mies die Bronzemedaille im Doppelzweier.
Weitere Olympiateilnehmerinnen des Vereins waren 1984 in Los Angeles Angelika Beblo und Heike Neu. In den 1990er und 2000er Jahren ruderten die aus Kühlungsborn stammenden Zwillinge Anja und Dana Pyritz für den Ruder-Club.
Die bekannteste Tennisspielerin aus dem Verein war Claudia Kohde-Kilsch.